# Louhisaari (ö i Södra Savolax, Nyslott, lat 62,06, long 29,00)
Louhisaari är en ö i Finland. Den ligger i sjön Ylä-Enonvesi och i kommunen Enonkoski i den ekonomiska regionen  Nyslotts ekonomiska region  och landskapet Södra Savolax, i den sydöstra delen av landet, 300 km nordost om huvudstaden Helsingfors. Öns area är 1,9 hektar och dess största längd är 280 meter i sydöst-nordvästlig riktning.